# 윈드토커 (영화)
《윈드토커》(Windtalkers)는 미국에서 제작된 오우삼 감독의 2002년 드라마, 액션, 전쟁 영화이다. 니콜라스 케이지 등이 주연으로 출연하였고 테렌스 창 등이 제작에 참여하였다. 미국에서 2002년 6월 14일 개봉하였다.

## 출연

### 주연
- 니콜라스 케이지

### 조연
- 아담 비치
- 피터 스토메어
- 노아 엠머리히
- 마크 러팔로
- 브라이언 반 홀트
- 마틴 헨더슨
- 로저 윌리
- 프란시스 오코너
- 크리스찬 슬레이터

## 기타
- 공동제작: 캘로린 마콜리
- 라인프로듀서: 존 J. 스미스
- 협력프로듀서: 아서 앤더슨
- 믹싱: 랜디 돔
- 미술: 홀거 그로스
- 배역: 민디 마튼

## 같이 보기
- 코드 토커